# Mesochorus scabrosus
Mesochorus scabrosus là một loài tò vò trong họ Ichneumonidae.